# Dominik Schwaderlapp
Dominik Schwaderlapp (ur. 4 maja 1967 w Selters) – niemiecki duchowny katolicki, biskup pomocniczy Kolonii od 2012.

## Życiorys
Święcenia kapłańskie przyjął 18 czerwca 1993 z rąk kardynała Joachima Meisnera. Inkardynowany do archidiecezji Kolonii, przez trzy lata pracował jako wikariusz, a następnie został arcybiskupim sekretarzem. W 2004 mianowany wikariuszem generalnym archidiecezji.
24 lutego 2012 Benedykt XVI mianował go biskupem pomocniczym archidiecezji kolonskiej ze stolicą tytularną Frequentium. Sakry biskupiej 25 marca 2012 r. udzielił mu arcybiskup metropolita koloński kard. Joachim Meisner.
Z powodu jego roli w zajmowaniu się sprawami przemocy seksualnej w archidiecezji kolońskiej w dniu 18 marca 2021 został tymczasowo zawieszony i zwolniony z obowiązków przez kardynała Rainera Woelkiego. W związku z powyższym bp Schwaderlapp zaoferował następnie swoją rezygnację papieżowi Franciszkowi.
Po zleconym przez papieża Franciszka badaniu sytuacji duszpasterskiej w archidiecezji kolońskiej i rozpatrywania przypadków przemocy seksualnej przez dwóch wizytatorów apostolskich w czerwcu 2021 roku Stolica Apostolska ogłosiła 24 września 2021 roku, że papież nie przyjął rezygnacji Schwaderlappa, ponieważ chociaż znaleziono pojedyncze uchybienia w jego sprawowaniu urzędu, celowo nie ukrywał ani nie ignorował tych, których to dotyczy. Na własną prośbę Schwaderlapp pracował 10 miesięcy jako proboszcz w archidiecezji Mombasa w Kenii, partnerskiej diecezji Kolonii. Z dniem 14 sierpnia 2022 wznowił pełnienie swojej funkcji biskupa pomocniczego w Kolonii. 